# سجل أنا عربي
سجل أنا عربي هو فيلم وثائقي صدر عام 2014 يتحدث عن حياة الشاعر الفلسطيني محمود درويش، عُرضَ باللغة العبرية لأول مرة في "مهرجان الربيع الإسرائيلي للأفلام التسجيلية" وهو فيلم ممول إسرائيلياً وحاصل على جائزة الجمهور في المهرجان. مدة الفيلم ساعة وأربعة عشر دقيقة وهو من إخراج إبتسام مراعنة. اسم الفيلم مأخوذ عن أغنية تحمل نفس الاسم كتبها درويش وغناها مارسيل خليفة.

## قصة الفيلم
يستحضر الفيلم حياة محمود درويش العاطفية، والعلاقة الأولى التي جمعت درويش وهو شاباً في الثانية والعشرين من عمره مع الفتاة اليهوديّة (تمار بن عامي) كانت في السابعة عشرة عاماً، عرفها درويش بعد رقصة أدتها في حفلة لشبيبة الحزب الشيوعيّ الإسرائيلي وعرّف الناس عليها في شعره باسم ريتا، أما علاقته الثانية التي جمعت بينه وبين زوجته الأولى رنا قبّاني ابنة أخ الشاعر نزار قباني، وهي في الثامنة عشرة من عمرها فبدأت حين حضرت أمسية شعرية لدرويش عام 1977، لفتته بجمالها بشدة فعرض عليها الزواج بعد إنتهاء الأمسية، أخبرت أهلها وقبل مضي أربع وعشرين ساعة تزوجته ثم سافرت إلى بيروت، لكنها لم تتحمل أسلوب حياته وسرعان ما انفصلت عنه ثم عادت إلى واشنطن لتكمل دراستها. يقدم الفيلم هذه العلاقات للجمهور الإسرائيليّ في قالب بالغ الرومانسية.
أرادت مراعنة أن تعيد تشكيل قابلية درويش عند الجمهور الإسرائيلي ليصبح أكثر قبولاً في مجتمعهم والبحث عن أسباب تسهِّل عليه أن يتصالح مع ذاته، ونجحت في ذلك وصفّق لها الجمهور الإسرائيلي. لكن ما لم يعرضه الفيلم أن هذه الفتاة اليهودية المولودة لأم بولندية وأب روسي تم الفرض عليها في مقتبل عمرها بوظيفة عُصابيّة ذات طابع مزدوج، فهي أعطت الإسرائيليين دليلاً على أنّ ضحيتهم "محمود درويش" يمكن لها أن تحبّهم وتتعايش معهم، وأعطت الفلسطينيين دليل إدانة إضافي يخدم محاكمتهم الطويلة لدرويش بتّهمة أنه كان "إنساناً".
في نهاية المطاف تركت الفتاة اليهودية درويش لتلتحق بالجيش الإسرائيلي، وقطعت علاقتها بدرويش نهائياً لتبقى داخل الدائرة الإسرائيلية، بادلها درويش الجفاء وخرج من حيفا إلى موسكو ثم بيروت، وعبّر لريتا في إحدى رسائله عن أولوية الصراع قائلاً لها: "فتحت قلبي وللتو سأغلقه. إلى اللقاء". وبعد حرب 1967 عام 1967، يصرح درويش من طرفه: "تخيل حبيبتك المجندة تعتقل أختك وتعذبها" وبعد مضي عشرين عاماً يرفض درويش لقائها في باريس ولكن هذه المرة بأمر من ياسر عرفات، وتذهب توسلات تمار عبثاً أمام الرفض الحاسم لدرويش.

## الشريط الدعائي للفيلم
نشرته المخرجة على صفحتها على اليوتيوب والذي مدته دقيقتان و28 ثانية، يبدأ بصوت وصورة محمود درويش وهو يقول بالعبريّة: "كل شاعر في العالم حالم. يحلم أن يكون صوته صدى صوت الآخرين" وينتهي بفيديو وصوت درويش وهو يتحدث بالعبريّة قائلاً: "أنا لا أحبّ التمثيل. إنني بالكاد أمثّل نفسي" كما تم عرض رسائل بخط محمود يخاطب بها محبوبته اليهودية باللغة العبرية.